# Kisvárda FC
Kisvárda Football Club eller Kisvárda-Master Good Football Club, är en fotbollsklubb från Kisvárda i Ungern. 

## Historia
Klubben grundades 1911 och ombildad 2003 under namnet Várda Sport Egyesület (VSE); spelar sina hemmamatcher på Várkerti Stadion som har en publikkapacitet på 2 750 åskådare.

### Historiska namn
sedan 1911
- 1911: Kisvárdai Sport Egyesület (KSE)
- 1936: klubben upplösta
- 19??: Kisvárdai Vasas SE
- 1948: Kisvárdai Össz-szakszervezeti Sport Egylet – efter sammanslagning med Kisvárdai Munkás SE
- 1949: Kisvárdai Vasas
- 1956: Kisvárdai SE
- 1957: Kisvárdai Vasas
- 26 oktober 1971: Kisvárdai SE
- 2001: klubben upplösta
- 20 juni 2003: grundades Várda Sport Egyesület (VSE)
- 20 januari 2014: Kisvárda-Master Good
- 2016: Kisvárda FC

## Meriter
Nemzeti Bajnokság I
Mästare:
Tvåa (Silver):
Nemzeti Bajnokság II
Tvåa (1): 2017–18
 Nemzeti Bajnokság III
Vindere (1): 2014-15
Ungerska cupen (0)
Finalist: 0.

## Placering tidigare säsonger
undernamnet Várda Sport Egyesület (VSE)
| Säsong  | Nivå | Liga                  | Placering | Referens | Notering                 |
| ------- | ---- | --------------------- | --------- | -------- | ------------------------ |
| 2014/15 | 3    | Nemzeti Bajnokság III | 1         | [ 3 ]    | NB III Végeredmény grupp |

undernamnet Várda FC
| Säsong  | Nivå | Liga                 | Placering | Referens | Notering |
| ------- | ---- | -------------------- | --------- | -------- | -------- |
| 2015/16 | 2    | Nemzeti Bajnokság II | 4         | [ 4 ]    |          |

undernamnet Kisvárda FC
| Säsong  | Nivå | Liga                 | Placering | Referens | Notering                            |
| ------- | ---- | -------------------- | --------- | -------- | ----------------------------------- |
| 2016/17 | 2    | Nemzeti Bajnokság II | 3         | [ 5 ]    |                                     |
| 2017/18 | 2    | Nemzeti Bajnokság II | 2         | [ 6 ]    | Uppflyttad till Nemzeti Bajnokság I |
| 2018/19 | 1    | Nemzeti Bajnokság I  | 9         | [ 7 ]    |                                     |
| 2019/20 | 1    | Nemzeti Bajnokság I  | 8         | [ 8 ]    |                                     |
| 2020/21 | 1    | Nemzeti Bajnokság I  | 5         | [ 9 ]    |                                     |
| 2021/22 | 1    | Nemzeti Bajnokság I  | 2         | [ 10 ]   |                                     |

## Kända spelare
- Felipe
- Patrick Mevoungou
- Gheorghe Grozav
- Iasmin Latovlevici
- Brana Ilić
- Viktor Hey
- Vasyl Chimicj
- Bohdan Melnyk
- Lazar Zličić